# Stjärntjärnen, Lappland
Stjärntjärnen är en sjö i Dorotea kommun i Lappland och ingår i Ångermanälvens huvudavrinningsområde. Sjöns area är 0,03 kvadratkilometer och den befinner sig 400 meter över havet.